# 宋时烈
宋时烈（1607年—1689年），初名聖賚、字英甫，号尤岩、华阳洞主、橋山老夫、南澗老叟，本貫恩津宋氏，是朝鲜王朝政治人物、儒学者、思想家、作家。朝鲜孝宗、肃宗时期的重臣。朝鲜王朝后期的反清复明思想家的巨頭一人，东国十八贤的一人。他是朝鲜王朝中期的大儒学者及西人党首、老論党的首任党首。諡號文正。后世朝鲜人有稱宋子（송자）、宋夫子（송부자）。

## 生平
宋時烈於萬曆三十五年（1607年）十一月十二日生于忠清道沃川郡（今大田广域市）。1633年科举合格进入政界，成为朝鲜仁祖的二王子、鳳林大君的師傅（守役）。3年後1636年及翌年1637年丙子胡乱，宋时烈主张“大義名分論”，支持明朝，主张北伐清朝。这个主张决定了后来鳳林大君继承王位。1637年，丙子胡乱朝鲜战败，昭显世子被清朝作为人质押往满洲（沈阳）。昭显世子回国後在朝鲜主张推行其在清朝接触的西洋文明，后忽然暴毙，弟弟鳳林大君成为新世子。
1649年鳳林大君即位，是為朝鮮孝宗，孝宗重用宋時烈崭露头角，使其影響力大增。
1668年任右議政，1673年任左議政。下野後在郷里隠遁。受国王敦召后再出仕，属于西人派、老論巨頭。党争中处于重要位置。由于是隠遁的儒学者被称「山岳政治」、「山林宰相」，展示了其权力。
宋时烈是程朱儒学的死忠支持者，反对并仇视所有对程朱儒学提出异议的人。17世纪的所有南人和西人的争论基本都是由宋时烈领导，打击他所谓的“斯道之乱贼”。著名的事件包括了1659－60年和1674年针对孝宗身份的礼仪之争，还有宋时烈与朴世堂、尹鑴之间的文字战争。
肅宗在南人派支持下将禧嬪張氏的儿子李昀册立为世子，宋时烈举宋仁宗不立太子為例反对，被肃宗流放济州岛（己巳換局）。康熙二十八年（1689年）六月三日，宋時烈從濟州島被押回，同時仁顯王后被廢黜；六月八日（7月24日），當宋時烈到井邑縣時被賜死，享壽八十三歲。

## 主张
- 主张“大義名分論”，支持明朝，反对清朝。
- 他对李滉的学説“朱子学自由研究”表示否定。
- 1669年宋時烈把儒家的倫理推進到“同姓結婚属不倫，建議严禁”。同姓同本貫者禁止結婚，被称「同姓同本不娶」；宋時烈的主張使得此後凡是同姓氏男女結婚，都被視為不合禮法。[7]

「同姓不娶」倫理在近代大韩民国民法婚姻規定仍有影響。（1997年大韩民国民法第809条1号「同姓同本不娶」規定被憲法裁判所判为違憲。現已废止。）

## 家庭
- 父：宋甲祚（1575年－1628年），字元裕、號睡翁[8]。
- 母：貞敬夫人善山郭氏（朝鲜语：선산 곽씨）（1578年－1655年），郭自防的女兒。育有五子二女，宋時烈是第三子。
- 妻：貞敬夫人韓山李氏（朝鲜语：한산 이씨）（1606年－1677年），李德泗的女兒。
  - 長女：恩津宋氏（1626年－1678年），與權惟育有三子一女。權惟（1625年－1684年），字沈仁、號旅翁，本貫安東權氏，權諰（朝鲜语：권시）次子[9]。
  - 次女：恩津宋氏（1631年－1685年），與尹摶育有二子二女。尹摶（1628年－1675年），字子上、號梅村，本貫坡平尹氏，尹文舉（朝鲜语：윤문거）長子[10][11]。
  - 養子：宋基泰（1629年－1711年），字來伯、號鶴村，宋時烈堂姪，是宋時烈的堂兄宋時瑩（1592年－1638年）次子，有五子一女；子孫是恩津宋氏的「尤庵文正公派」（우암문정공파）[12]。
    - 元配：贈貞夫人全州李氏（1627年－1661年），本名「榮康」，德興大院君玄孫李挺漢的第四女[13]。
    - 繼配：贈貞夫人文化柳氏（1644年－1725年），柳慎吾的女兒。
- 妾：不詳
  - 庶女：恩津宋氏（1651年－1688年），與閔周鏡育有一子三女。閔周鏡（1644年－1713年），字國寶，本貫驪興閔氏，閔晉亮庶子[14][15][16]。

## 著作
- 《尤庵集》
- 《尤菴先生後集》
- 《尤菴遺稿》
- 《宋書拾遺》
- 《朱子大全箚疑》
- 《尤菴先生後集》
- 《宋書續拾遺》
- 《程書分類》
- 《朱子語類小分》
- 《論孟問義通攷》
- 《心經釋義》
- 《三方撮要》
- 《程書分類》
- 《宋子大全》

## 肖像画
肖像画《宋時烈像》，1778年製作，韩国国立中央博物馆所藏。大韩民国国宝239号（1987年12月26日指定）。